# Kadipaten (Andong)
Kadipaten is een bestuurslaag in het regentschap Boyolali van de provincie Midden-Java, Indonesië. Kadipaten telt 5384 inwoners (volkstelling 2010).